# Sri Lanka aux Jeux olympiques d'été de 2012
Le Sri Lanka participe aux Jeux olympiques d'été de 2012 à Londres. Il s'agit de sa 16e participation aux Jeux olympiques d'été.

## Badminton
| Athlète            | Compétition      | Phase de groupe  | Phase de groupe  | Phase de groupe  | Phase de groupe | 8e de finale     | Quarts de finale | Demi-finales     | Finale           | Finale |
| Athlète            | Compétition      | Adversaire Score | Adversaire Score | Adversaire Score | Rang            | Adversaire Score | Adversaire Score | Adversaire Score | Adversaire Score | Rang   |
| ------------------ | ---------------- | ---------------- | ---------------- | ---------------- | --------------- | ---------------- | ---------------- | ---------------- | ---------------- | ------ |
| Niluka Karunaratne | Simple messieurs |                  |                  |                  |                 |                  |                  |                  |                  |        |
| Thilini Jayasinghe | Simple dames     |                  |                  |                  |                 |                  |                  |                  |                  |        |

## Tir
| Athlète            | Compétition                         | Qualification | Qualification | Finale | Finale |
| Athlète            | Compétition                         | Points        | Rang          | Points | Rang   |
| ------------------ | ----------------------------------- | ------------- | ------------- | ------ | ------ |
| Mangala Samarakoon | Carabine à 10 m air comprimé hommes | 583           | 45e           | NC     | NC     |
| Mangala Samarakoon | Carabine à 50 m tir couché hommes   | 585           | 47e           | NC     | NC     |